# Minniza
Genre
Minniza est un genre de pseudoscorpions de la famille des Olpiidae.

## Distribution
Les espèces de ce genre se rencontrent au Moyen-Orient, dans le Nord de l'Afrique, en Europe du Sud et en Asie centrale.

## Liste des espèces
Selon Pseudoscorpions of the World (version 3.0) :
- Minniza aequatorialis Beier, 1944
- Minniza algerica Beier, 1931
- Minniza antonii Mahnert, 2009
- Minniza babylonica Beier, 1931
- Minniza barkhamae Mahnert, 1991
- Minniza ceylonica Beier, 1973
- Minniza deserticola Simon, 1885
- Minniza elegans Mahnert, 1991
- Minniza exorbitans Beier, 1965
- Minniza gallagheri Mahnert, 1991
- Minniza graeca (L. Koch, 1873)
- Minniza hirsti Chamberlin, 1930
- Minniza iberica Zaragoza, 2001
- Minniza levisetosa Mahnert, 1991
- Minniza lindbergi Beier, 1957
- Minniza monticola Mahnert, 1991
- Minniza nigrimanus Mahnert, 1991
- Minniza occidentalis Vachon, 1954
- Minniza persica Beier, 1951
- Minniza rollei Caporiacco, 1936
- Minniza rubida (Simon, 1882)
- Minniza sola Chamberlin, 1930
- Minniza vermis Simon, 1881

## Publication originale
- Simon, 1881 : Descriptions d'arachnides nouveaux d'Afrique. (Chernetes de la Basse Égypte rec. par M. Letourneux). Bulletin de la Société zoologique de France, vol. 6, p. 12-15 (texte intégral).